# السعودية في الألعاب البارالمبية الصيفية 2004

علم السعودية.

شارك فريق يضم ستة رياضيين من الذكور من المملكة العربية السعودية ونافسوا في الألعاب البارالمبية الصيفية 2004 في أثينا، اليونان ولم يحققوا أي ميدالية.